# Ted Lewis
Pour les articles homonymes, voir Ted Lewis (homonymie).
Œuvres principales
- Série Jack Carter

Ted Lewis est un écrivain britannique, auteur de romans noirs, né à Stretford le 15 janvier 1940 et mort à Londres le 27 mars 1982.

## Biographie
D’abord tenté par l'illustration, il obtient un diplôme de la Hull Art School puis sera tour à tour musicien et peintre. Il travaille ensuite pour la télévision, réalise quelques films d'animation et participe même au célèbre film des Beatles, Yellow Submarine en 1968.
En 1965, il publie un premier roman autobiographique mais c'est en 1970 qu'apparaît pour la première fois son personnage-fétiche, Jack Carter, avec Jack's Return Home.
Robin Cook, dans la préface de Sévices, le définit ainsi: « Sa mort représenta une perte majeure. Car, dans le domaine du roman noir contemporain en Grande Bretagne, il fut, pour ma génération du moins, le précurseur de la renaissance du genre. À tel point que, dans Sévices, son portrait d'un tueur décrit à la première personne a sur le lecteur un effet hallucinatoire... »
Son univers est d’une noirceur sans espoir de retour, un monde peuplé de criminels sadiques, de malfrats sans pitié, un monde de night-clubs, de bars et de boites à strip-tease, dominé par les pulsions violentes, le sexe et l’argent. Un univers que Lewis lui-même fréquente assidûment et qui le conduira vers une mort précoce, à 42 ans, rongé par l’alcool, dans la lignée des précurseurs du roman noir.
Son style, teinté d’humour noir, de cynisme et d’une désinvolture toute britannique dans la description des bas-fonds et du mal, fait la part belle aux personnages, aux dialogues et aux situations tendues. Un mélange qui intéressa très tôt le cinéma. Parmi les adaptations de ses œuvres, on peut citer La Loi du milieu (Get Carter) de Mike Hodges, en 1971, et son remake américain Get Carter en 2001. Son roman Plender, considéré par beaucoup comme son chef-d’œuvre, a donné lieu à un film français, Le Serpent, réalisé en 2006 par Éric Barbier et fort éloigné de l'univers anglais de l'auteur.

## Romans
- All the Way Home and All the Night Through, Londres, New Authors Ltd., 1965
- Jack's Return Home, Londres, Michael Joseph, 1970 Publié en français une première fois sous le titre Le Retour de Jack chez Rivages/Noir no 119 en octobre 1991, puis dans la même collection au même numéro sous le titre Get Carter en novembre 2001  (ISBN 2-7436-0907-9).
- Plender, Londres, Michael Joseph, 1971  Publié en français sous le même-titre, Rivages/Noir no 258, novembre 1996  (ISBN 2-7436-1618-0).
- Billy Rags, Londres, Michael Joseph, 1973  Publié en français sous le même-titre, Rivages/Noir no 426, mars 2002  (ISBN 2-7436-0924-9).
- Jack Carter's Law, Londres, Michael Joseph, 1974 Publié en français sous le titre Jack Carter et la loi, Rivages/Noir no 232, février 1996  (ISBN 2-7436-0004-7).
- The Rabbit, Londres, Michael Joseph, 1975
- Boldt, Londres, Michael Joseph, 1976
- Jack Carter and the Mafia Pigeon, Londres, Michael Joseph, 1977
- GBH (Grievous Bodily Harm), Londres, coll. Sphere, Little & Brown, 1980 Publié en français sous le titre Sévices, Rivages/Noir no 152, avril 1993  (ISBN 2-86930-641-5).